# Ogród Botaniczny w Christchurch
Ogród Botaniczny w Christchurch (ang. Christchurch Botanic Gardens) – ogród botaniczny w Christchurch, w Nowej Zelandii. Ogród został założony w 1863 roku. Zajmuje obszar 30 hektarów. 
W ogrodzie botanicznym występuje następujący podział:
- ogród ziołowy
- ogród różany (zawiera przeszło 250 odmian róż)
- ogród skalny
- ogród wrzosowy
- ogród wodny
- sekcja nowozelandzkich roślin